# Pootsi
Pootsi – wieś w Estonii, w prowincji Parnawa, w gminie Tõstamaa.